# GATA2
GATA2 o factor de unión a GATA 2 es un factor de transcripción , es decir, una proteína nuclear que regula la expresión de genes . Regula muchos genes que son críticos para el desarrollo embrionario , la autorrenovación , el mantenimiento y la funcionalidad de lascélulas madre formadoras de sangre , formadoras de sistemas linfáticos y otras células madre formadoras de tejidos. GATA2 está codificado por el gen GATA2, un gen que a menudo sufre de línea germinal y somático mutaciones que conducen a una amplia gama de enfermedades familiares y esporádicas, respectivamente. El gen y su producto son objetivos para el tratamiento de estas enfermedades.
Las mutaciones inactivadoras del gen GATA2 provocan una reducción en los niveles celulares de GATA2 y el desarrollo de una amplia gama de trastornos hematológicos, inmunológicos, linfáticos y / u otros familiares que se agrupan en una enfermedad común denominada deficiencia de GATA2 . Con menos frecuencia, estos trastornos se asocian con mutaciones inactivadoras de GATA no familiares (es decir, esporádicas o adquiridas) . La deficiencia de GATA2 menudo comienza con anomalías aparentemente benignas pero si progresa sin tratar hasta potencialmente mortal infecciones oportunistas , cánceres inducidos por virus , insuficiencia pulmonar , el síndrome mielodisplásico (es decir MDS), y /o leucemia mieloide aguda (LMA) ,  con menos frecuencia leucemia mielomonocítica crónica (LMMC) y, en raras ocasiones, leucemia linfoide '.
La sobreexpresión del factor de transcripción GATA2 que no se debe a mutaciones en el gen GATA2 parece ser un factor secundario que promueve la agresividad de la LMA positiva para EVI1 no familiar , así como la progresión del cáncer de próstata.

## Gen GATA2
El gen GATA2 es un miembro de la familia de genes del factor de transcripción GATA conservados evolutivamente. Todas las especies de vertebrados evaluadas hasta ahora, incluidos humanos y ratones, expresan 6 genes GATA , GATA1 a GATA6. El gen GATA2 humano se encuentra en el brazo largo (o "q") del cromosoma 3 en la posición 21.3 (es decir, el locus 3q21.3) y consta de 8 exones . Dos sitios, denominados C-ZnF y N-ZnF, del código genético para dos motivos estructurales de dedos de zinc del factor de transcripción GATA2. Estos sitios son críticos para regular la capacidad del factor de transcripción para estimular sus genes diana.
El gen GATA2 tiene al menos cinco sitios separados que se unen a factores nucleares que regulan su expresión. Un sitio de este tipo particularmente importante se encuentra en el intrón 4. Este sitio, denominado potenciador de 9,5 kb, se encuentra a 9,5 kilobases (es decir, kb) corriente abajo del sitio de inicio de la transcripción del gen y es un potenciador de importancia crítica de la expresión del gen. La regulación de la expresión de GATA2 es muy compleja. Por ejemplo, en las células madre hematológicas, el factor de transcripción GATA2 en sí mismo se une a uno de estos sitios y, al hacerlo, forma parte de un circuito de autorregulación de retroalimentación positiva funcionalmente importante, donde el factor de transcripción actúa para promover su propia producción; en un segundo ejemplo de un circuito de retroalimentación positiva, GATA2 estimula la producción de interleucina 1 beta y CXCL2 que actúan indirectamente para simular la expresión de GATA2. En un ejemplo de circuito de retroalimentación negativa, el factor de transcripción GATA2 provoca indirectamente la activación del receptor acoplado a proteína G, GPR65, que luego actúa, también indirectamente, para reprimir la expresión del gen GATA2. En un segundo ejemplo de retroalimentación negativa, el factor de transcripción GATA2 estimula la expresión de GATA1factor de transcripción que, a su vez, puede desplazar al factor de transcripción GATA2 de sus sitios de unión estimuladores de genes, lo que limita las acciones de GATA2.
El gen GATA2 humano se expresa en células hematológicas de la médula ósea en las etapas de desarrollo de células madre y células progenitoras posteriores. Los aumentos o disminuciones en la expresión del gen regulan la autorrenovación, la supervivencia y la progresión de estas células inmaduras hacia sus últimas formas maduras, eritrocitos, ciertos tipos de linfocitos (es decir, células B, células NK y células T helper ) , monocitos, neutrófilos, plaquetas, células dendríticas plasmocitoides, macrófagos y mastocitos. El gen también es crítico para la formación del sistema linfático, particularmente para el desarrollo de sus válvulas. El gen humano también se expresa en el endotelio, algunas células madre no hematológicas, el sistema nervioso central y, en menor grado, la próstata, el endometrio y ciertos tejidos cancerosos. 
El gen Gata2 en ratones tiene una estructura similar a su homólogo humano. La eliminación de ambos genes Gata2 parentales en ratones es letal para el día 10 de la embriogénesis debido a una falla total en la formación de células sanguíneas maduras . La inactivación de un gen Gata2 de ratón no es letal ni está asociada con la mayoría de los signos de deficiencia de GATA2 humana; sin embargo, estos animales muestran una reducción de ~ 50% en sus células madre hematopoyéticas junto con una capacidad reducida para repoblar la médula ósea de los receptores de ratón. Los últimos hallazgos, estudios clínicos en humanos y experimentos en tejidos humanos apoyan la conclusión de que en humanos tanto GATA2 parental se requieren genes para que emerjan un número suficiente de células madre hematopoyéticas del endotelio hemogénico durante la embriogénesis y para que estas células y las células progenitoras subsiguientes sobrevivan, se renueven y se diferencien en células maduras. A medida que los individuos con deficiencia de GATA2 envejecen, su deficiencia de células madre hematopoyéticas empeora, probablemente como resultado de factores como infecciones u otras tensiones. En consecuencia, los signos y síntomas de su enfermedad aparecen y / o se agravan progresivamente. No se comprende el papel de la deficiencia de GATA2 en la aparición de cualquiera de los tipos de leucemia. Asimismo, no se comprende el papel de la sobreexpresión de GATA2 en la LMA no familiar, así como el desarrollo de la crisis blástica en la leucemia mielógena crónica y la progresión del cáncer de próstata.